# René Cintrat
René Alfred Cintrat (ur. 31 lipca 1931 w Asnières-sur-Seine, zm. 19 października 1996 w Paryżu) – francuski szermierz, srebrny medalista mistrzostw świata.
Podczas mistrzostw świata w Luksemburgu w 1954 roku Francuzi w składzie: Claude Bancilhon, René Cintrat, Roger Closset, Christian d’Oriola, Claude Netter i Adrien Rommel zdobyli srebrny medal we florecie drużynowym. Był to jego jedyny medal wywalczony w zawodach tego cyklu.
Nigdy nie wziął udziału w igrzyskach olimpijskich.